# Joachim Burmeister (Jurist)
Joachim Burmeister (* 1. Oktober 1939 in Berlin; † 25. September 1999 in Köln) war ein deutscher Jurist und Hochschullehrer an der Universität des Saarlandes und der Universität zu Köln.

## Leben
Burmeister studierte Rechtswissenschaften an der Freien Universität Berlin, wo er 1963 sein Erstes Juristisches Staatsexamen ablegte. Sein Zweites Staatsexamen legte er 1968 ab. Ab 1963 war er wissenschaftlicher Mitarbeiter von Klaus Stern in Berlin. Bei diesem promovierte er 1966. Mit Stern wechselte er 1966 als wissenschaftlicher Assistent an die Universität zu Köln, wo er 1974 mit der unveröffentlichten Schrift Vertrauensschutz im Rechtsstaat seine Habilitation abschloss.
1975 vertrat Burmeister einen Lehrstuhl an der Universität Bonn. Von 1976 bis 1993 hatte Burmeister den Lehrstuhl für Allgemeine Staatslehre, Staats- und Verwaltungsrecht an der Universität des Saarlandes inne. An der Neugründung der juristischen Fakultät der Universität Leipzig ab 1991 hatte er wesentlichen Anteil und übernahm zahlreiche Vorlesungen. 1993 wechselte er an die Universität zu Köln, wo er bis zu seinem Tod 1999 den Lehrstuhl für Allgemeine Staatslehre, Staats- und Verwaltungsrecht bekleidete. Burmeister wurde am 5. Oktober 1999 in Tuttlingen beerdigt.

## Veröffentlichungen (Auswahl)
- Die Verfassungsorientierung der Gesetzesauslegung. Vahlen, München 1966 (Dissertation).
- Vom staatsbegrenzenden Grundrechtsverständnis zum Grundrechtsschutz für Staatsfunktionen. Athenäum, Frankfurt am Main 1971.
- Verfassungstheoretische Neukonzeption der kommunalen Selbstverwaltungsgarantie. Vahlen, München 1977, ISBN 978-3-8006-0690-0.
- Vertrauensschutz im Prozeßrecht. De Gruyter, Berlin / New York 1979, ISBN 978-3-11-008131-2.
- Die Auswirkungen der kommunalen Gebietsreform in Bayern auf die Sparkassenorganisation. Heitmann, Hamburg 1979.
- Joachim Burmeister, Alfons Lauer: Die Bindung der Gemeinden an die Verdingungsordnung für Bauleistungen (VOB). Vahlen, München 1989, ISBN 978-3-8006-1360-1.